# Domenico Allegri
Domenico Allegri (Roma, 1585 circa – Roma, 5 settembre 1629) è stato un compositore, cantore e maestro di cappella italiano, fratello di Gregorio Allegri.

## Biografia

### L'infanzia e la prima formazione
Alla fine del Cinquecento, il cocchiere milanese Costantino figlio di Allegro, in servizio a Roma presso il nobile senese Patrizio Patrizi e Pantasilea Crescenzi, ebbe tre figli: Gregorio, Domenico e Bartolomeo. Forse per propria inclinazione e insieme nell'intento di assicurare loro un avvenire, li affidò tutti alla scuola di S. Luigi dei Francesi, situata nelle vicinanze del palazzo padronale, man mano che questi raggiungevano l'età minima per l'ammissione. La scuola provvedeva, oltre che all'istruzione musicale, anche al mantenimento degli allievi, ospitati in casa del maestro. A quell'epoca il maestro di cappella era Giovanni Bernardino Nanino, fratello del famoso Giovanni Maria Nanino. In cambio del mantenimento, i fanciulli cantavano come soprani in cappella, sino a quando conservavano la voce puerile.

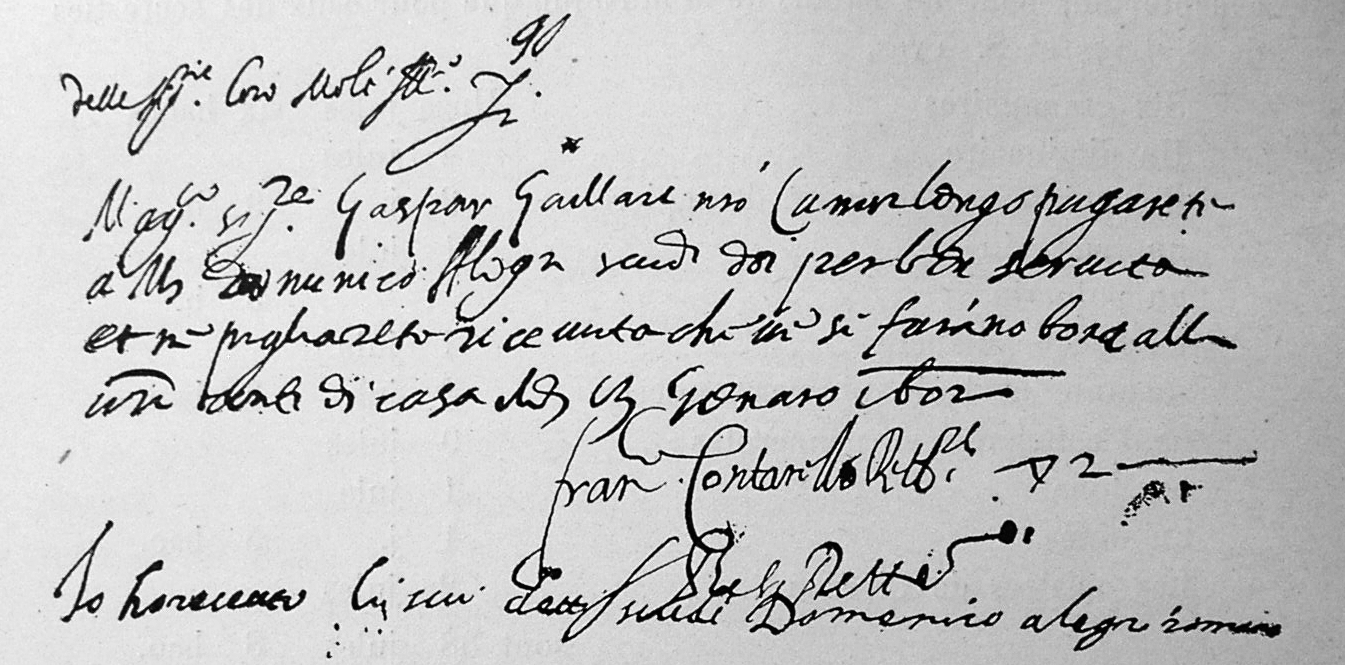
Facsimile della ricevuta corrisposta a Domenico Allegri per la sua uscita dalla cappella di S. Luigi il 13 gennaio 1602, firmata dal rettore, Francesco Cointerel, e dallo stesso «Domenico alegri romano»

Perciò, «qualche anno dopo l'ammissione di Gregorio tra i putti di San Luigi, il padre suo stabiliva di far apprendere la musica anche all'altro figlio Domenico». Tuttavia, poiché la scuola aveva solo quattro posti disponibili per gli allievi, Costantino dovette attendere l'uscita di uno di questi, e sottoscrivere nel frattempo un contratto privato con Bernardino Nanino. Quando a settembre 1595, il putto Filippo Fortani uscì dalla cappella, il 2 ottobre Domenico ne prese il posto e il padre stipulò un nuovo contratto con i rettori della chiesa, annullando quello precedente.
La data di nascita di Domenico Allegri (1585 circa) fu ricavata dalla citazione nel contratto annor. decem vel circa, puntualmente riferito da Alberto Cametti.
Il piccolo Allegri Iniziò quasi subito lo studio della composizione, poiché il 20 febbraio 1596 fu comprata per lui una "cartella per componere" pagata 25 baiocchi; quattro mesi più tardi vennero forniti ai putti "quattro libretti da scribere passaggi" (diminuzioni, variazioni fiorite delle parti musicali), secondo l'uso dell'epoca che includeva nella formazione musicale l'apprendimento delle ornamentazioni.
Domenicucio rimase in cappella poco più di sei anni, ed ebbe come compagni il fratello Gregorio Allegri, Antonio Cifra, Domenico Massenzio e, successivamente, altri 'pueri' i cui nomi non ebbero celebrità; infine, dal 1601, condivise l'apprendistato con Paolo Agostini.
Allegri uscì dalla cappella il 13 gennaio 1602, lo stesso giorno in cui entrava il fratello più piccolo Bartolomeo Allegri, ricevendo come "liquidazione" due scudi, consuetudine per i 'cantorini' che lasciavano il servizio a causa della muta della voce.

### La maturità
A dicembre dello stesso anno, Domenico, ormai adulto, rientrò a S. Luigi in qualità di contralto ricevendo come stipendio 2,50 scudi mensili; rimase però solo fino all'11 maggio 1603 e fu l'ultimo servizio prestato in quella cappella. Nel 1606 divenne maestro nella collegiata di Santa Maria in Spello; dal settembre 1609 ad aprile 1610 fu maestro di cappella a Santa Maria in Trastevere; il 3 aprile 1610 gli fu assegnato lo stesso incarico presso la Basilica di Santa Maria Maggiore, funzione che ricoprì sino alla morte.
Ulteriori notizie sulla sua vita sono scarsissime. Il 28 settembre 1612 morì il padre Costantino, che abitava in casa con Domenico Allegri. Il 22 gennaio 1622 morì un Giovanni Allegri, di cui non è noto il rapporto di parentela, ma anch'egli convivente con Domenico. Nel 1616 circa sposò Virginia Vanni, da cui ebbe cinque figli: Maria Dionisia, nata nel 1617, Carlo, nel 1618, Agata, nel 1620, morta pochi mesi dopo, Lucia nel 1621 e Angelo nel 1623.
Morì ancora giovane,  a 44 anni circa, il 5 settembre 1629 nella sua casa al Rione Monti e fu sepolto, come egli stesso dispose nel testamento, a Santa Maria Maggiore, dove era maestro. Il testamento, redatto il giorno precedente la morte, fu integralmente pubblicato da Cametti; tra i firmatari vi fu il compositore Vincenzo Ugolini, anche lui un tempo 'putto cantore' a S. Luigi. In esso Domenico «ordina et commanda che alla sig.ra Virginia Vanni sua dilettissima consorte non se li possa riueder conto di sorte alcuna et finché sarrà uiua la lascia patrona, sig.ra et usufruttuaria di tutta la sua heredità et non uolendo stare in casa con la sua fameglia et uolendosi rimaritare, si repigli la sua dote di mille e cinq. scudi... in quanto alle messe et altr'opere pie p. l'anima d'esso testatore sia secondo la disposit.ne della d.a sig.ra Virginia sua moglie et facci quel conto che à lei parerà che in questo si rimette alla sua bona uolontà», parole che lasciano intendere un affetto sincero tra i due coniugi.

## Stile
Domenico Allegri fu uno dei primi compositori romani a usare gli strumenti con parti specifiche e non di raddoppio vocale nelle composizioni di musica sacra.
Le sue pubblicazioni musicali comprendono Modi quos expositis in choris, stampato da Robletti nel 1617, e un libro di mottetti a due, tre, quattro e cinque voci pubblicato postumo nel 1638.
Modi quos expositis fu composto da Allegri sull'ode Caelestium Orbium Armoniam di Cesare Laurenti, professore del Seminario Romano, dedicata al cardinale Carlo de Medici e pubblicata nel 1617; l'ode fu scritta in occasione della festa di laurea di Ilario Frumenzi, studente presso lo stesso Seminario. L'Autore musicò solo tre dei sei componimenti poetici: Sol, e alcune strofe di Saturnus e Mercurius.